# Wallingford, Oxfordshire
Wallingford là một phố chợ cổ và xã ở thung lũng Thames Thượng, Anh. Năm 1974, nó được chuyển giao từ Berkshire cho Oxfordshire. Wallingford nằm 12 dặm (19 km) về phía bắc của Reading, 13 dặm (21 km) về phía nam của Oxford và 11 dặm (18 km) về phía tây bắc của Henley-on-Thames. Lâu đài hoàng gia Wallingford bị đổ nát của thị trấn từng có địa vị cao trong thời kỳ đầu trung cổ như một nơi cư trú thường xuyên của hoàng gia cho đến khi Cái chết Đen gây thiệt hại nặng cho thị trấn trong năm 1349. Hoàng hậu Matilda về ẩn dật ở đây từ lâu đài Oxford trong 1141. Lâu đài này suy sụp dần dần sau đó, nhiều viên đá được dời đi để sửa chữa lâu đài Windsor. Mặc dù vậy, tu viện của thị trấn sản xuất hai trong những đầu óc vĩ đại nhất của thời đại, nhà toán học Richard of Wallingford và nhà biên niên sử John of Wallingford.